# 澄合战役
澄合战役是1948年8月西北野战军在陕西省澄城、合阳地区為阻止中華民國國軍胡宗南部进攻而發動的反击战役。在这次战役中，中國人民解放軍攻佔了澄城、合阳、韩城等地區。

## 過程
1948年5月，西府戰役結束後，西北野战军进驻黄龙、宜君、韩城一带。中華民國國軍胡宗南部於是進攻解放区。6月胡宗南部进占澄城、合阳县、白水县。7月30日，胡宗南部向韩城方向推进並占领冯原镇。8月8日傍晚，西北野战军對中華民國國軍發動攻擊，胡宗南部撤退至澄城县之寺前镇、韦庄镇及蒲城县永丰镇一线。西北野战军停止攻击。西北野战军俘虜少将师参谋长张先觉，国防部少将高级参谋李秀、国防部少将战地视察官马国荣等以下官兵6080人，殺死少将副师长朱侠等以下官兵3000余人。